# Джайв
Джайв (англ. jive) — танец афроамериканского происхождения, появившийся в США в начале 1940-х годов. Является одной из форм свинга, отличающейся быстрым темпом и свободной манерой исполнения. Современный джайв заметно отличается от традиционного свинга, хотя включает в себя многие аналогичные фигуры и движения.
Музыкальный размер — 4
4, темп — 42—44 такта в минуту, с акцентами на вторую и четвёртую доли.

## Описание танца
Танец джайв исполняется на соревнованиях по спортивно-бальным танцам. Из танцев джайв всегда идет последним и является кульминацией соревновательной программы. Этот танец очень быстрый и зрелищный. Таким образом он позволяет парам не только продемонстрировать техническое мастерство, но и показать их физическую подготовку.
Основной фигурой современного джайва является быстрое синкопированное шассе (шаг→приставка→шаг) влево и вправо вместе с более медленным шагом назад и возвращением вперёд. Бёдра и колени поднимаются на счёт «и», который находится между основными счетами. Шаги делаются с носка, при этом вес тела всегда находится впереди и переносится с ноги на ногу. При исполнении танца пары стараются акцентировать каждый чётный счёт, тем самым увеличивается скорость выполнения отдельных фрагментов фигур. Это лишь краткое описание движения, так как более сложная техника включает поворот бедра, работу спины и многое другое.